# Mărculești (Ialomița)
Mărculești è un comune della Romania di 1 641 abitanti, ubicato nel distretto di Ialomița, nella regione storica della Muntenia.